# Лупасово
Лупа́сово (укр. Лупасове) (раньше — Погуляйщина) — село в Корюковском районе Черниговской области Украины. Население 109 человек. Занимает площадь 0,88 км².
Код КОАТУУ: 7422486003. Почтовый индекс: 15322. Телефонный код: +380 4657.

## Власть
Орган местного самоуправления — Охрамиевичский сельский совет. Почтовый адрес: 15313, Черниговская обл., Корюковский р-н, с. Охрамиевичи, ул. Победы, 25а.